# AT-ST
De AT-ST (All Terrain Scout Transport) is een militair voertuig van het Galactische Keizerrijk in de Star Wars saga. De 8,6 meter hoge AT-ST is even te zien in Star Wars: Episode V: The Empire Strikes Back, maar is vooral bekend van Star Wars: Episode VI: Return of the Jedi.

## In films

### Episode V: The Empire Strikes Back
Tijdens de Slag om Hoth worden vooral AT-AT's ingezet. Maar heel af en toe is ook de AT-ST te zien, een loper met twee poten en een kop in de vorm van een kip. De AT-ST zorgt er mede voor dat de Rebellen worden verpletterd op de ijsvlakten van de planeet Hoth. Het betekent winst voor de troepen van het Galactische Keizerrijk.

### Episode VI: Return of the Jedi
Tijdens de Slag om Endor zijn het de AT-ST's die voor het gevaar zorgen en veel schade toebrengen aan de Rebellentroepen en de Ewoks. Maar het zijn de Ewoks die veel AT-ST's weten te vernietigen door bijvoorbeeld twee boomstammen via touwen de AT-ST te laten indeuken. Of de poten van de AT-ST te laten struikelen. Soms worden gewoonweg de twee AT-ST-piloten uit het voertuig gehaald door de vindingrijke Ewoks.
Nu wint de Rebellenalliantie het van het Keizerrijk en zijn ook de AT-ST voertuigen buiten spel gezet.

## In computerspellen
In het Star Warsspel Star Wars: Empire at War wordt ook de AT-ST ingezet, alsmede in de spellen uit de series Star Wars: Jedi Knight en Star Wars: Battlefront.